# Apothicairerie de l'Hôpital de Chagny
L'apothicairerie de l'hôpital de Chagny est une apothicairerie située sur le territoire de la commune de Chagny, dans le département français de Saône-et-Loire et la région Bourgogne-Franche-Comté.

## Historique
L'hôpital de Chagny, dont la fondation date de 1700, a été progressivement augmenté d'éléments complémentaires, en particulier au XVIIIe siècle. C'est ainsi que l'établissement a fini par prendre la forme d'un « E ».
L'apothicairerie, achevée en 1715, a pris place dans une pièce de l'aile ouest.

## Description
L'apothicairerie est ornée de boiseries peintes avec pilastres et corniches de faux marbre en trompe-l'œil. 
Les étagères renferment une collection de pots à pharmacie datant des XVIIIe et XIXe siècles.

## Protection
L'apothicairerie a fait l'objet d'une inscription au titre des monuments historiques le 18 avril 2014 et d'un classement le 9 juin 2017. Celui-ci porte sur « les intérieurs de l'apothicairerie de l'hôpital, avec les parois murales servant de supports aux décors portés, y compris le bureau scellé au sol et le cabinet aux poisons attenant inclus dans l'épaisseur du mur ».
Par ailleurs, si l’hôpital possède un certain nombre d'objets anciens protégés – parmi lesquels le portrait peint de Charles de La Bouthière, baron de Chagny, fondateur de l'établissement, et un très beau cartel (horloge d'applique suspendue) –, de récents travaux ont conduit la conservation régionale des monuments historiques à entreprendre une nouvelle campagne de protection, et c'est ainsi que l’ensemble des pots conservés dans la pharmacie a été protégé, de même que les deux cloches de l’hôpital (fondues en 1606 et en 1741, inscrites au titre objet par arrêté du 19 mai 2022), une très rare Vierge à l’enfant en carton-pâte du XVIIe siècle ainsi qu'un ensemble de cuivres et d’étains liés à l’activité hospitalière.